# むちゃ食い障害
むちゃ食い障害（むちゃぐいしょうがい、英: Binge eating disorder ; BED）とは、過食性障害とも呼ばれる、反復するむちゃ食いエピソードを示す障害である。神経性大食症とは異なり、自己誘発性嘔吐や下剤乱用などの浄化行動を伴わない。
アメリカ精神医学会で2000年に発行された診断マニュアル（DSM-IV-TR）では神経性食欲不振症・不完全型、反復性嘔吐症などとともに特定不能の摂食障害の一つとして研究用基準案に記載されていたが、2013年発表予定のDSM-Vドラフトには、神経性無食欲症、神経性大食症、特定不能の摂食障害に続き、4つめの新たな項目として追加されている。

## 症状
神経性大食症（過食症）と異なるのは過食症が嘔吐や下剤使用など代償行為を行うのに対し、むちゃ食い障害ではそれがない点である。そのために過食症を患っている人と違い太っている人が多い。著しい節食による体重減少の直後にはじまることが多い。また大うつ病性障害、物質関連障害、パーソナリティ障害の障害有病率が高い。

## 診断基準

### DSM-IV-TR（研究用基準案）
A. むちゃ食いのエピソードの繰り返し。むちゃ食いのエピソードは以下の両方によって特徴づけられる。
1. 他とはっきり区別される時間の間に（例：2時間内に）、ほとんどの人が同じような時間に同じような環境で食べる量よりも明らかに多い食物を食べること
2. そのエピソードの間は、食べることを制御できないという感覚（例：食べるのをやめることができない、または自分が何を、またはどれほど多く食べているかを制御できないという感じ）

B. むちゃ食いのエピソードは、以下の3つ（またはそれ以上）を伴っている。
1. 普通よりもずっと早く食べること
2. おなかがいっぱいで気持ちが悪くなるまで食べること
3. 生理的な空腹を感じていないときに大量の食物を食べること
4. 自分がどれほど食べるかを恥ずかしく思っているために、1人で食べること
5. 過食した後、自分に嫌気がさしたり、抑うつ的になったり、強い罪悪感をいだいたりすること

C. むちゃ食いをしていることに対する非常に強い苦痛
D. むちゃ食いは、平均して、少なくとも週に1日、3カ月にわたって起こっている。
注：頻度を決める方法は、神経性大食症で用いられるものとは異なっている。閾値の頻度を決めるのに、むちゃ食いが起きた日数と、むちゃ食いのエピソード数のどちらを使うのがよいかは、今後の研究によって示されるべきである。
E. むちゃ食いをしても、不適切な代償行動（例：排出、断食、過度の運動）を定期的に行うことはなく、神経性無食欲症または神経性大食症の経過中にのみ起こるものではない。

## 治療
2013年の研究によると、認知行動療法と対人関係療法とが、有効性が確立された治療法とされている。
英国国立医療技術評価機構(NICE)は、成人の過食症については、ガイド付きセルフヘルププログラムを提供するとしている。それらが効果を示さない場合、集団認知行動療法を、それが利用できない場合は個別認知行動療法を検討するとしている
。なおNICEは、薬物療法を単独で行わないよう勧告している
。
他の摂食障害の治療と同様に、表面に表れている摂食行動だけではなく、背景にある心理的要因への理解が重要とされる。
加えて、まず治療者が患者の苦悩に共感し、良好な治療関係を構築することが、その後の治療の継続や成功の条件となる。

### 認知行動療法
摂食行動の改善を目的として、心理的要因に焦点を当て、例えばストレスに対処するための行動および認知の変容などをサポートする。